# Після роботи
Після роботи (англ. Clocking Off) — британський драматичний серіал, який виходив на телеканалі BBC One з 2000 до 2003 року. Його було виготовлено для BBC незалежною компанією Red Production Company і створено Полом Ебботом.
Серіал являє собою антологію новел про працівників манчестерської текстильної фабрики. У кожному епізоді оповідається про особисте життя окремого персонажа. За чотири сезони у серіалі знялися такі відомі актори, як Крістофер Екклстон, Софі Оконедо, Філіп Ґленістер, Джон Сімм, Леслі Шарп, Емма Канніфф, Діана Періш, Девід Моррісі, Рікі Томлінсон, Джуліан Рід-Татт та Сара Ланкашир.
Серіал отримав високі оцінки критиків та здобув премію BAFTA як «Найкращий драматичний серіал» у 2001 році. З часом кількість епізодів, написаних Ебботом, зменшувалася, оскільки він поступово переходив на інші проєкти. Тим не менше, кожен сезон серіалу було номіновано на BAFTA. Інші письменники (Денні Броклгерст, Джон Фей та Єн МакВеррі) писали успішні окремі епізоди. Серіал зрештою було завершено, коли Еббот остаточно перестав писати до нього сценарії, у 2003 році.
Всього було знято 27 епізодів, розбитих на 4 сезони. У 2004 році перший сезон було видано на DVD.

## Список епізодів телесеріалу «Після роботи»
Детальніше: Список епізодів телесеріалу «Після роботи».

### Перший сезон
| № | Номер епізоду | Назва епізоду | Дата випуску  |
| - | ------------- | ------------- | ------------- |
| # | 1             | Епізод 1      | 23 січня 2000 |
| # | 2             | Епізод 2      | —             |
| # | 3             | Епізод 3      | —             |
| # | 4             | Епізод 4      | —             |
| # | 5             | Епізод 5      | —             |
| # | 6             | Епізод 6      | —             |

### Другий сезон
| № | Номер епізоду | Назва епізоду    | Дата випуску   |
| - | ------------- | ---------------- | -------------- |
| # | 1             | Розповідь Кева   | —              |
| # | 2             | Розповідь Бева   | —              |
| # | 3             | Розповідь Фреда  | —              |
| # | 4             | Розповідь Баррі  | —              |
| # | 5             | Розповідь Ронні  | —              |
| # | 6             | Хлопці           | 14 травня 2001 |
| # | 7             | Розповідь Мартін | —              |

### Третій сезон
| № | Номер епізоду | Назва епізоду | Дата випуску    |
| - | ------------- | ------------- | --------------- |
| # | 1             | Епізод 1      | 31 січня 2002   |
| # | 2             | Епізод 2      | 7 лютого 2002   |
| # | 3             | Епізод 3      | 14 лютого 2002  |
| # | 4             | Епізод 4      | 21 лютого 2002  |
| # | 5             | Епізод 5      | 28 лютого 2002  |
| # | 6             | Епізод 6      | 7 березня 2002  |
| # | 7             | Епізод 7      | 14 березня 2002 |
| # | 8             | Епізод 8      | 21 березня 2002 |

### Четвертий сезон
| № | Номер епізоду | Назва епізоду | Дата випуску    |
| - | ------------- | ------------- | --------------- |
| # | 1             | Епізод 1      | 2 березня 2003  |
| # | 2             | Епізод 2      | 9 березня 2003  |
| # | 3             | Епізод 3      | 16 березня 2003 |
| # | 4             | Епізод 4      | 23 березня 2003 |
| # | 5             | Епізод 5      | 30 березня 2003 |
| # | 6             | Епізод 6      | 6 квітня 2003   |